# وال کامونیکا

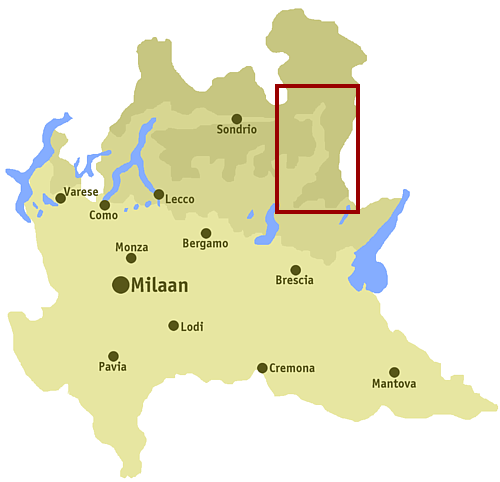
موقعیت وال کامونیکا در لمباردی

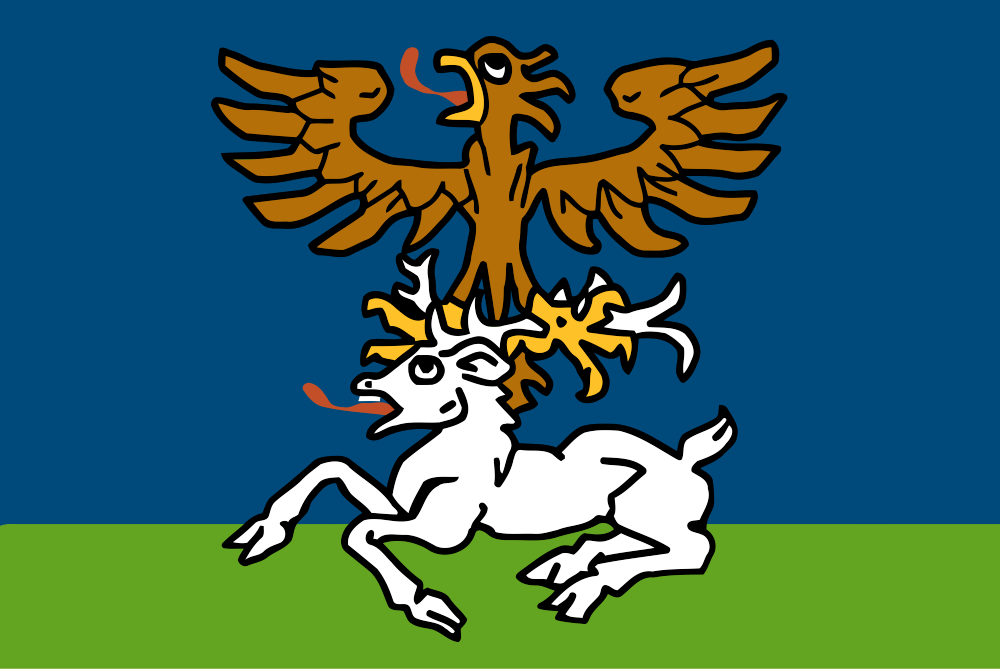
پرچم وال کامونیکا

آنفی تئاتر رومی در چیویداته کمونو

وال کامونیکا (همچنین والکامونیکا یا دره کامونیکا، به لومبارد شرقی: Al Camònega) یکی از بزرگ‌ترین دره‌های آلپ مرکزی، در شرق لمباردی، ایتالیا است. این دره حدود ۹۰ کیلومتر (۵۶ مایل) از گذرگاه توناله تا مورتا ترتاپاسی، در کمون پیسونیه در نزدیکی دریاچه ایسئو را پوشش می‌دهد. مساحت آن در حدود ۱٬۳۳۵ کیلومتر مربع و جمعیت آن ۱۱۸۳۲۳ تن است.
رودخانه اولیو از تمام طول آن می‌گذرد، از پونته دی لنیو بالا می‌رود و به دریاچه ایسئو بین پیسونیه و کوستا ولپینو می‌ریزد.
تقریباً تمامی دره در منطقه اداری استان برشا قرار دارد به جز لوره، رونیو، کوستا ولپینو و وال دی اسکالوه که در استان برگامو قرار دارند.
از سال ۱۹۷۹، سنگ‌نگاره‌های واقع در امتداد دره به عنوان میراث جهانی یونسکو ثبت شده‌اند، در حالی که کل دره در سال ۲۰۱۸ به عنوان ذخیره‌گاه زیست‌کره جهانی ثبت شد.